# La Ilustración de la Mujer (revista)
La Ilustración de la Mujer fou una revista quinzenal de literatura, ciències i belles arts, adreçada exclusivament al bello sexo per tal d'instruir, il·lustrar o delectar a les lectores, en la qual van col·laborar notables escriptores i escriptors d'Espanya i Amèrica. La revista s'editava a Barcelona, escrita en castellà i distribuïda en diversos països.
El primer número es va editar el dia 1 de juny de 1883 a la Impremta Lluís Tasso i Serra, al carrer Arc del Teatre, 21 i 23. L'any 1887 canvia la seva edició a la Impremta Fidel Giró.
Cada repartiment constava de dos lliuraments: La Ilustración de la Mujer i la Revista de Modas y Salones. La Ilustración de la Mujer conté les següents matèries: articles doctrinals, estudis morals, articles diversos, llegendes, contes, novel·les, narracions, viatges, secció científica, secció artística, varietats, poesia, galeria de dones notables i gravats. La Revista de Modas y Salones conté les següents matèries: explicació de gravats, explicació de figurins il·luminats, descripció del plec de patrons, articles diversos, poesies i novel·les. La mateixa revista en unes de les seves pàgines es descriu així:
| «                            | "Aquesta revista era el periòdic de tendències de millors condicions que es publica a Espanya, tant per la seva gran mida i paper superior com per capritxós, elegant i alta novetat de models". | » |
| — La Ilustración de la Mujer | |   |

Anualment els exemplars es recopilaven en un tom compost per:
- 24 Números de La Ilustración de la Mujer, amb més de 100 elaborats gravats.
- 24 Números de la Revista de Modas y Salones, que contenen al voltant de 600 elegants figurins en negre.
- Una selecció de 12 Figurines Iluminados de París.
- Grans regals a destacar: plecs de patrons de vestits, roba blanca, làmines de grans dimensions i peces musicals de reputats compositors per a piano o piano i cant, dibuixos per brodats, models de tapisseria, crochet, malla, mobles i diferents tasques.
- Les subscriptores que encertaven un nombre més gran de passatemps eren obsequiades amb regals diversos.

| «                              | “Aquestes revistes contenien información susceptible d'atraure les barcelonines del moment: parament de la llar, família, economia domèstica, música, labors, però sovint també cròniques culturals de París i moda francesa, amb il·lustracions i patrons. Dintre d'aquesta línia i abans de l'aparició de la conegudíssima Feminal el 1907, podem destacar les barcelonines La Ilustración de la Mujer, de 1883, i el Salón de la Moda, que ho feu el 1884 amb el subtítol Periódico quincenal indispensable para las familias, ilustrado con profusión de grabados en negro y figurines iluminados de las modas de París. Un cas a part és el d'El Eco de la Moda, apareguda a Barcelona el 1899, versió espanyola de Le Petit Écho de la Mode, fundat el 1880 a París”. | » |
| — Cristina Rodríguez Samaniego | |   |

## La Moda a Finals delseglexix
Al segle xviii es teoritza el concepte de moda, convertint-se en un símbol d'identificació individual, marcant als seus consumidors de manera distingida dins de la societat. A partir de la segona meitat del segle xix es va democratitzar l'accés a la moda, moment en què els diferents estrats socials deixen d'estar subordinats a una determinada manera de vestir, que des de ben antic estaven marcats per les ordenances institucionals. Fins al moment la noblesa havia monopolitzat la moda de tendència, va ser llavors quan la burgesia, nou estament social nascut després de la Revolució Industrial, va passar a ser una gran consumidora de la moda, anhelant vestir com la noblesa.
| « | "Un dels pensadors que millor exploraren aquestes teories fou l'economista i sociòleg nord-americà Thorstein Bunde Veblen, que visqué a cavall entre els segles XIX i XX. Veblen ens interessa particularment, perquè les seves idees son fàcilment importables al context català i perquè extableixen una reflexió molt interessant entorn de la indumentària i de l'oci femenins. […] Els menys adinerats tracten d'imitar els qui tenen més recursos, i tot això amb l'objectiu de distingir-se, de crear enveja i d'adquirir una determinada reputació social". Cristina Rodríguez Samaniego | » |

## Cronologia
- Any: 1883 (nombre 1-14 Revista i Suplement).
- Any: 1884 (nombre 15-24 Revista).
- Any: 1885 (número 47 Suplement).
- Any: 1887 (número 87 Revista).

## Directors
El director i propietari de la revista va ser Pedro Rigual Alayo amb seu a Barcelona, amb representant general a Madrid, Josefa Pujol de Collado i amb representant general a París, Faustina Sáez de Melgar.

## Col·laboradors
- Dolors Monserdà i Vidal, escriptora catalana, germana del pintor Enric Monserdà i Vidal, i la seva filla va estar casada amb l'arquitecte modernista Josep Puig i Cadafalch.
- Josefa Pujol de Collado, directora de revistes.
- Vicente Sancho del Castillo.
- Emilia Calé Torres de Quintero, periodista i poetessa nascuda a La Corunya.
- Esmeralda Cervantes, pseudònim de Clotilde Cerdà i Bosch, concertista d'arpa, filla de l'enginyer Ildefons Cerdà i Sunyer i la pintora Clotilde Bosch.
- Julia de Asensi, escriptora, periodista i traductora nascuda a Madrid.
- Bonifacia Collado i Fernández.
- Manuel Martínez Barrionuevo, escriptor i periodista nascut a Madrid.
- Cecilio Navarro.
- Díaz de Benjumea, periodista i cervantista espanyol.
- Josefa Estévez de García Del Cant, escriptora, nascuda a Valladolid.
- María Mendoza de Vives, novel·lista i poeta, nascuda a Màlaga.
- Rafael Rodríguez Méndez, doctor i polític, nascut a Granada.
- Faustina Saez de Melgar, escriptora i periodista, nascuda a Madrid.
- Gertrudis Gómez de Avellaneda, escriptora i poetessa cubana.
- Gaspar Sentiñon Cerdaña, metge català.
- Manuel del Palacio, periodista i poeta satíric, nascut a Lleida.

## Punts de subscripció, condicions de pagament i enquadernació

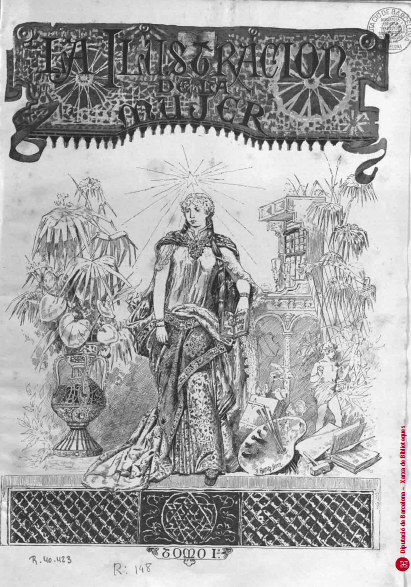
Portada Tom I, any 1883.

La revista tenia punts de subscripció a: 
- Espanya.
- Illa de Cuba.
- Filipines.
- França.
- Portugal.
- Amèrica del Sud.
- Amèrica del Nord.

Els toms s'enquadernaven anualment, amb tapes de vitel de color tirades en negre i or.
El preu era de 6 pessetes el joc, 35 pessetes el tom i 4 reals la subscripció. La revista estava interessada a arribar al major nombre de compradors possibles, donant facilitats i proposant preus assequibles als subscripcions. En un dels exemplars deixen constància de la seva voluntat: "Per tal de fer assequible aquesta publicació fins a les famílies de fortuna més modesta, hem procurat harmonitzar el luxe i l'elegància amb la baratura i facilitat en la seva adquisició, fixant el preu de cada repartiment complet per subscripció en 4 reals".

## Portada
La portada de la revista conté en la part superior una il·lustració del decorador, figurinista i il·lustrador català Lluís Labarta i Grañé. La seva signatura apareix a l'extrem inferior dret. A la il·lustració es poden identificar diversos elements relacionats amb el contingut de la revista: la pintura, la música, la literatura, els viatges, la costura o la moda. Començant per l'esquerra es reconeix una càmera fotogràfica de manxa amb trípode, un moble amb estris de costura, un tom amb dissenys de moda, un braser encès, una natura morta floral, un rentamans, un globus terraqüi amb suport, una branca d'ametller en flor, una paleta de pintor amb pinzells, un putti amb un quadern i una ploma, un cavallet, un piano vertical antic equipat amb els seus canelobres, una lira i el bust d'un compositor, entre altres objectes.

## Lliuraments
Els lliuraments es realitzaven quinzenalment, es repartia a les senyores subscriptores sota una elegant coberta. El quadern contenia:
- Un nombre de La Ilustración de la Mujer de vuit grans pàgines de paper superior, setinat i imprès amb gran cura amb tinta de primera qualitat, il·lustrades amb gravats de grans dimensions representant tota mena d'assumptes relacionats amb la dona, realitzats per notables artistes nacionals i estrangers. A la primera pàgina apareixeran els retrats de les dones destacades en ciències i arts, els quals van ser encarregats a cèlebres artistes, amb l'objectiu de publicar una completa galeria de dones notables en cada tom.
- Com a complement a la revista lliuren un exemplar de la Revista de Modas y Salones, que consta també de vuit pàgines de la mateixa manera i condicions que aquella, quatre d'elles estan il·lustrades amb abundant nombre d'elegantíssims figurins de modes, mobiliari, etc. Les il·lustracions mostraven els dissenys més nous i selectes realitzats a l'estranger.
- Enriquien el lliurament amb un distingit Figurín Iluminado de París, que es repartia a les abonades mensualment. De la moda parisenca especialment els models que més criden l'atenció i serveixin de tipus per determinar el gust de la indumentària.
- Regals alternats:

- Grans plecs de patrons de vestits i roba blanca.
- Precioses làmines de grans dimensions gravades al boix o en acer.
- Composicions musicals per a piano o per a piano i cant, en paper cartolina litografiada, escrites expressament per a aquesta publicació pels més prestigiosos mestres contemporanis o de l'època, i amb les quals podia formar cada any un Álbum Musical.
- A la senyora subscriptora que hagi encertat més nombre de passatemps dels inserits en la Sección Recreativa durant un mes se l'obsequiarà amb el regal d'un preciós tom o bé amb una magnífica fototípia (procés d'impressió), un cromo de grans dimensions còpia d'un quadre notable.

| «            | “La revista de modas existe desde el siglo XVIII, pero su eclosión hacia un público masivo se produjo a partir de 1820. En España, por ejemplo, entre 1829 y 1868 salieron a la luz más de treinta títulos. Desde el Romanticismo las revistas han tratado de sustituir al vestido real en el papel de depositarias del sentido de la moda. He aquí su poder: dado que recurrimos a ellas para conocer las novedades, ellas deciden qué está de moda y qué no. Las revistas decimonónicas empleaban dos códigos para comunicar la moda: el grabado o figurín, y las descripciones. | » |
| — Pablo Pena | |   |

## Galeria de dones notables
La Galeria de Mujeres Notables és una secció de la revista La Ilustración de la Mujer, on es troben gravats de retrats realitzats per Paciano Ross i fotografies de dones destacades de l'època.
- Maria de la Pau d'Espanya, Infanta de España y Princesa de Baviera.
- Lucinda Simoes, actriu portuguesa.
- Martina Castells i Ballespí, metgessa catalana.
- Fernan Caballero, era el pseudònim en castellà emprat per l'escriptora Cecilia Böhl de Faber y Larrea.
- La Reina Isabel de Rumania.
- Adelina Patti, va ser una de les més cèlebres sopranos.
- Julieta Lamber, escriptora i feminista francesa.
- Gertrudis Gómez de Avellaneda, poetessa cubana.
- Angela Grassi, fou una escriptora romàntica espanyola.
- Esmeralda Cervantes, pseudònim de Clotilde Cerdà i Bosch, concertista d'arpa, filla de l'enginyer Ildefons Cerdà i Sunyer i la pintora Clotilde Bosch.
- Maria Josefa Massanés, escriptora catalana.
- Blanca Donadio, cantant i actriu.
- Maria Barkani, actriu.
- María Mendoza de Vives, novel·lista i poetessa, nascuda a Màlaga.
- Carla Serena, escriptora i viatgera italiana.
- Teodora Lamadrid, nom artístic de Teodora Hervella Cano, actriu i cantant lírica.
- Carolina Casanova de Cepeda, soprano catalana.
- Adelaida Ristori, fou una actriu de teatre italiana.
- Elena Theodorini, va esser una cantant romanesa.
- Elisa Mendoza Tenorio, actriu catalana.
- Sophie Menter, fou un pianista i compositora alemanya que es convertiria en l'estudiant femenina favorita de Franz Liszt.
- Josefa Pujol de Collado, directora de revistes.
- Rosario de Acuña de La Iglesia, fou una escriptora i publicista nascuda a Madrid.
- Luisa Blaha, actriu i cantant hongaresa.